# Oligonyx
Oligonyx là một chi bướm đêm thuộc họ Noctuidae.